# Catalpa comuna
|  | Aquest article tracta sobre l'espècie Catalpa bignonioides. Si cerqueu el gènere d'arbres, vegeu «Catalpa». |

La catalpa comuna (Catalpa bignonioides) és una espècie d'arbre caducifoli originari del sud-est dels Estats Units. "Catalpa" és el nom en llengua cherokee d'aquest arbre. S'utilitza molt com a arbre ornamental. Prefereix un sòl humit i a ple sol. És fàcil la reproducció per llavors. No és afectat per gaires malalties i plagues.

## Taxonomia
L'espècie va ser descrita per Thomas Walter i publicada a Flora Caroliniana, secundum, 64 en 1788; és un sinònim que substitueix el tàxon descrit per Carl von Linné, a Species Plantarum, vol. 2, p. 622, el 1753 sota el nom de Bignonia catalpa

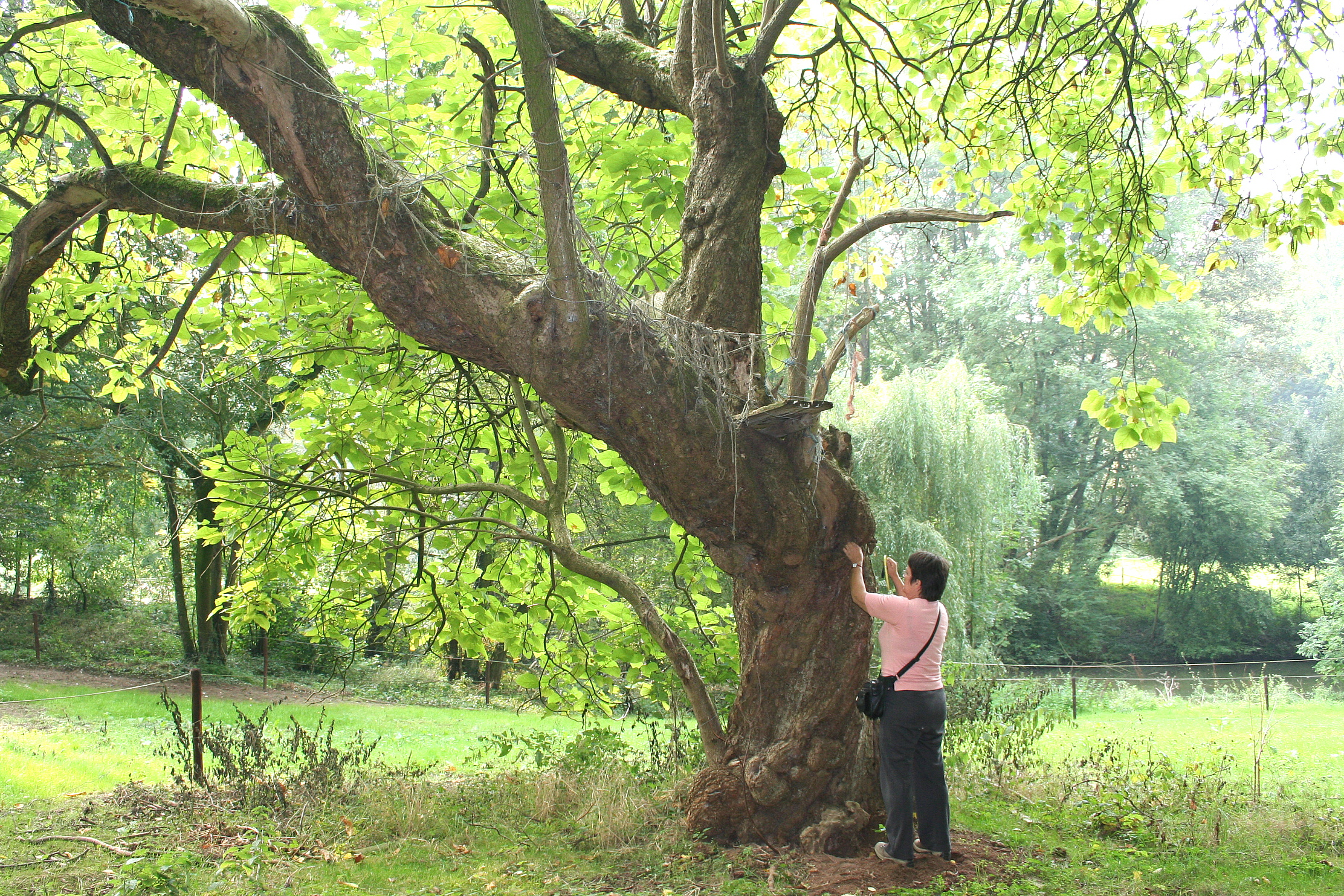
Catalpa bignonioides

## Descripció
Arriba a fer 15 a 18 m d'alt amb un tronc d'1 m de diàmetre i de capçada irregular. Les fulles són grosses i amb forma de cor, fan de 20-30 cm de llarg i 15-20 cm d'ample. Les fulles secreten nèctar. Les flors són en forma de trompeta de 2.5-4 cm, blanques amb taques grogues, creixen en panícula de 20 a 40. El fruit és un llarg llegum de 20-40 cm de llarg i de 8-10 mm de diàmetre; sovint romanen a l'arbre tot l'hivern. Contenen moltes llavors aplanades amb ales.